# Six Feet Down Under Part II
Six Feet Down Under Part II – limitowany minialbum amerykańskiej grupy heavymetalowej Metallica. Jest to druga część wydawnictwa Six Feet Down Under; wydawnictwo ukazało się wyłącznie w Australii i Nowej Zelandii 12 listopada 2010 nakładem Universal Music. Podobnie jak poprzedni minialbum, sprzedawany był w sklepach muzycznych w rejonie, przez sklep Metalliki i serwis iTunes. Płyta zawiera osiem utworów zarejestrowanych podczas trasy koncertowej Metalliki po Australii i Nowej Zelandii w roku 2010, wyłonionych w wyniku głosowania członków fanklubu zespołu, zamieszkujących ww. obszar.

## Lista utworów
1. Blackened, 16 października 2010, Brisbane Entertainment Center, Brisbane, Australia – 6:27
2. Ride the Lightning, 14 października 2010, Vector Arena, Auckland, Nowa Zelandia – 7:10
3. The Four Horsemen, 18 września 2010, Acer Arena, Sydney, Australia – 5:20
4. Welcome Home (Sanitarium), 15 września 2010, Rod Lavel Arena, Melbourne, Australia – 6:23
5. Master of Puppets, 16 października, Brisbane Entertainment Center, Brisbane, Australia – 8:24
6. …And Justice for All, 16 października 2010Brisbane Entertainment Center, Brisbane, Australia –  9:08
7. Fade to Black, 18 września 2010, Acer Arena, Sydney, Australia – 7:33
8. Damage, Inc., 22 września 2010, CBS Canterbury Arena, Christchurch, Nowa Zelandia – 5:25

## Personel
- James Hetfield – śpiew, gitara rytmiczna
- Kirk Hammett – gitara prowadząca
- Robert Trujillo – gitara basowa
- Lars Ulrich – perkusja